# Карповское (Рыбинский район)
Ка́рповское — деревня в Михайловском сельском округе Волжского сельского поселения Рыбинского района Ярославской области .

## География
Деревня расположена к юго-западу от железной дороги Рыбинск—Ярославль, к юго-востоку от неё стоит деревня Торопово и одноимённая станция (около 1,5 км). В противоположном направлении к северо-западу от Карповского стоит деревня Климовское (менее 1 км). Просёлочная дорога в юго-западу связывает Карповское с Борисовским (около 1,5 км), а в направлении на юг с Коровинским (около 2,5 км) .

## История
Деревня Карповская указана на плане Генерального межевания Рыбинского уезда 1792 года. 

## Население
| 2007 | 2010 |
| ---- | ---- |
| 6    | ↘4   |

## История
Почтовое отделение, находящееся в селе Михайловское, обслуживает в Карповском 21 дом.